# South Lineville
South Lineville és una població dels Estats Units a l'estat de Missouri. Segons el cens del 2000 tenia 37 habitants.

## Demografia
Segons el cens del 2000, South Lineville tenia 37 habitants, 15 habitatges, i 10 famílies. La densitat de població era de 238,1 habitants per km².
Dels 15 habitatges en un 26,7% hi vivien nens de menys de 18 anys, en un 66,7% hi vivien parelles casades, en un 6,7% dones solteres, i en un 26,7% no eren unitats familiars. En el 26,7% dels habitatges hi vivien persones soles el 13,3% de les quals corresponia a persones de 65 anys o més que vivien soles. El nombre mitjà de persones vivint en cada habitatge era de 2,47 i el nombre mitjà de persones que vivien en cada família era de 2,91.
Per edats la població es repartia de la següent manera: un 27% tenia menys de 18 anys, un 10,8% entre 18 i 24, un 24,3% entre 25 i 44, un 21,6% de 45 a 60 i un 16,2% 65 anys o més.
L'edat mediana era de 36 anys. Per cada 100 dones de 18 o més anys hi havia 125 homes.
La renda mediana per habitatge era de 26.875 $ i la renda mediana per família de 26.250 $. Els homes tenien una renda mediana de 27.500 $ mentre que les dones 11.250 $. La renda per capita de la població era de 9.153 $. Entorn del 20% de les famílies i el 15,8% de la població estaven per davall del llindar de pobresa.

## Poblacions més properes
El següent diagrama mostra les poblacions més properes.